# The Life of Larry e Larry & Steve

Larry (à esquerda) e Steve (à direita), como eles apareceram em Larry & Steve (1997), um curta de animação dirigido por Seth MacFarlane. Larry e Steve seriam a base para os personagens de Family Guy Peter e Brian, respectivamente.

"The Life of Larry" e "Larry & Steve'" são dois curtas-metragens animados criados por Seth MacFarlane na década de 1990 que, posteriormente, levaram ao desenvolvimento da série animada Family Guy. MacFarlane originalmente criou "The Life of Larry" como um projeto para a sua tese em 1995, enquanto estudava na Escola de Design de Rhode Island (RISD - sigla em inglês). Seu professor na instituição então apresentou o vídeo para Hanna-Barbera, onde Seth foi contratado um ano mais tarde. Mais tarde, naquele ano, MacFarlane criou uma sequência do primeiro curta intitulada "Larry & Steve", que contava com o personagem principal de seu primeiro filme, o homem de meia-idade Larry e um cão intelectual chamado Steve. O curta foi exibido no What a Cartoon! Show, do Cartoon Network.
Os executivos da Fox viram ambos os curtas de Larry e contrataram MacFarlane para criar uma série baseada nos personagens, que mais tarde seria chamada de Family Guy. Peter Griffin, um dos personagens principais de Family Guy, foi em grande parte baseado em Larry. Além disso, Steve seria a principal inspiração por trás do cão da família Griffin, Brian. A Fox propôs a MacFarlane que ele completasse um curta de 15 minutos em troca de um orçamento de US$ 50.000. MacFarlane afirmou que o episódio piloto de Family Guy levou metade de um ano para ser criado e produzido. Ao relembrar a experiência em uma entrevista ao The New York Times, MacFarlane declarou: "Eu passei cerca de seis meses sem dormir e sem vida, apenas desenhando como um louco na minha cozinha para fazer este piloto." Após a conclusão do piloto, a série estreou. Os executivos da rede ficaram impressionados com o piloto e encomendaram outros treze episódios, sete dos quais foram ao ar durante a primeira temporada de Family Guy. Foi oferecido a MacFarlane um contrato de 2 milhões dólares por temporada.

## "The Life of Larry" (1995)
"The Life of Larry" é um filme de 1995 de animação dirigido por Seth MacFarlane, que também dubla a maioria dos personagens. O curta também possui uma breve aparição do político americano Newt Gingrich em cutway que usa o áudio de um dos discursos de Gingrich. O curta mostra a história de um homem de meia-idade chamado Larry Cummings, de seu cínico cão falante, Steve, da esposa Lois e de Milt, o filho adolescente e gorducho. O filme também apresenta partes filmadas ao vivo na casa MacFarlane, em Kent, Connecticut, onde ele comicamente descreve o filme e seus personagens para uma rede de televisão. Durante esses trechos, MacFarlane está sendo servido bolo de queijo por seu servo asiático, Wang, interpretado por seu colega Chang S. Han.
"The Life of Larry" foi criado como um curta-metragem para a tese de MacFarlane entre 1994 e 1995, enquanto ele estava estudando na Rhode Island School of Design. O filme de animação foi criado quase que inteiramente por MacFarlane, com exceção da sequência de filmagens ao vivo, que foi filmada pelos colegas Sean Leahy e Scalzo Greg. Muitas das piadas utilizadas no curta foram posteriormente utilizadas em muitos dos episódios da primeira temporada de Family Guy.

## "Larry & Steve" (1997)
Enquanto MacFarlane estava trabalhando para os estúdios Hanna-Barbera e os estúdios Bigbc estava trabalhando em programas como Johnny Bravo, O Laboratório de Dexter, Eu Sou o Máximo e A Vaca e o Frango, ele fez uma sequência do curta "The Life of Larry" , que foi transmitido em 1997 no What a Cartoon! Show, do Cartoon Network.
O roteiro de "Larry & Steve" mostra quando Larry adota Steve no canil, depois de perceber que ele era o único cão falante (apesar de  para todos os outros personagens ele aparecer latindo) e os passam o dia repleto tentando comprar móveis e eletrodomésticos para o apartamento de Larry. Há também um personagem que é piloto de avião neste cartoon cuja voz e aparência é muito semelhante ao do personagem Glenn Quagmire, de Family Guy, que também é piloto de avião comercial em Family Guy. Larry menciona uma loja de móveis chamada "Stewie", um nome que seria usado posteriormente para o personagem do filho de Peter Griffin.

## Relação comFamily Guy
O formato de The Life of Larry é basicamente muito semelhante ao de Family Guy. Steve seria a principal inspiração por trás de Brian. MacFarlane baseou a voz de Peter, que é muito semelhante a de Larry, na voz de um guarda de segurança que ele conheceu enquanto frequentava a RISD. Apesar das esposas de Larry e Peter compartilharem o mesmo nome, eles não se parecem. O filho de Larry, Milt, ao contrário, abriga um similaridade com o projeto básico do filho Peter, Chris. O piloto do avião que cai na loja em Larry & Steve tem um queixo e uma voz similares às de Quagmire, que também é piloto.